# Khmer (volk)

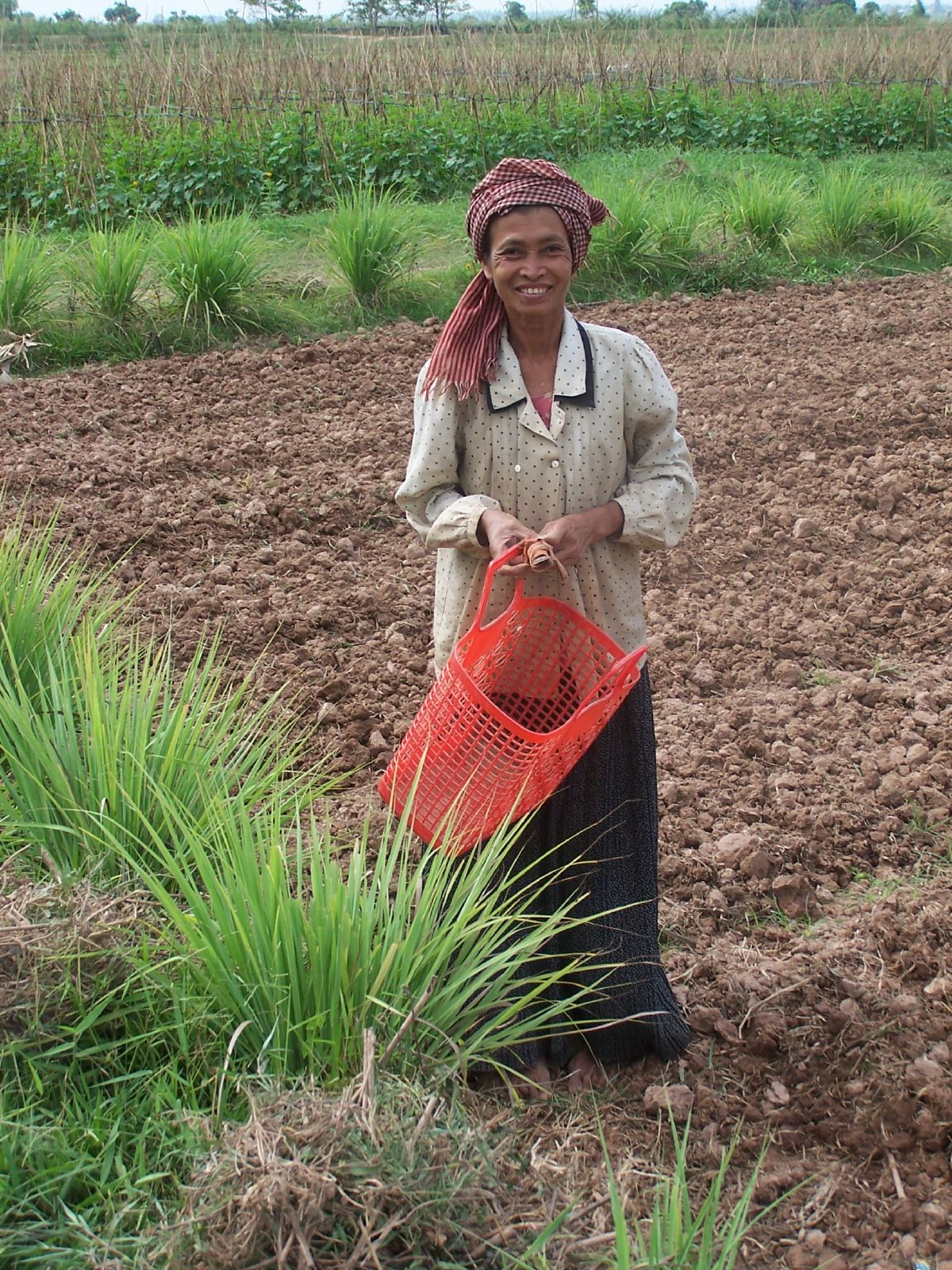
Een vrouwelijke Khmer.

De Khmer wonen sinds het begin van de 2e eeuw in het gebied van het hedendaagse Cambodja. Dit was vele eeuwen voor de Vietnamezen en Thai hun woongebieden binnentrokken. De Khmer vormen ruim 95% van de Cambodjaanse bevolking.
In de eerste zes eeuwen werden de Khmertaal en -cultuur voornamelijk beïnvloed door de Indiërs (geïndianiseerd) vanuit Java en India zelf. Hierdoor hebben de Khmer een taal (Khmer) en cultuur die sterk afwijken van die van de andere volkeren in Indochina.